# Thermagrion webbianum
Thermagrion webbianum là một loài chuồn chuồn kim trong họ Coenagrionidae.
Thermagrion webbianum được miêu tả khoa học năm 1906 bởi Förster.